# Moran (Kansas)
Moran es una ciudad ubicada en el condado de Allen en el estado estadounidense de Kansas. En el año 2010 tenía una población de 558 habitantes y una densidad poblacional de 507,27 personas por km².

## Geografía
Moran se encuentra ubicada en las coordenadas 37°54′58″N 95°10′15″O / 37.91611, -95.17083 (37.916168, -95.170718).

## Demografía
Según la Oficina del Censo en 2000 los ingresos medios por hogar en la localidad eran de $30,179 y los ingresos medios por familia eran $37,750. Los hombres tenían unos ingresos medios de $25,729 frente a los $19,028 para las mujeres. La renta per cápita para la localidad era de $14,080. Alrededor del 13.1% de la población estaban por debajo del umbral de pobreza.